# Nestroyhof

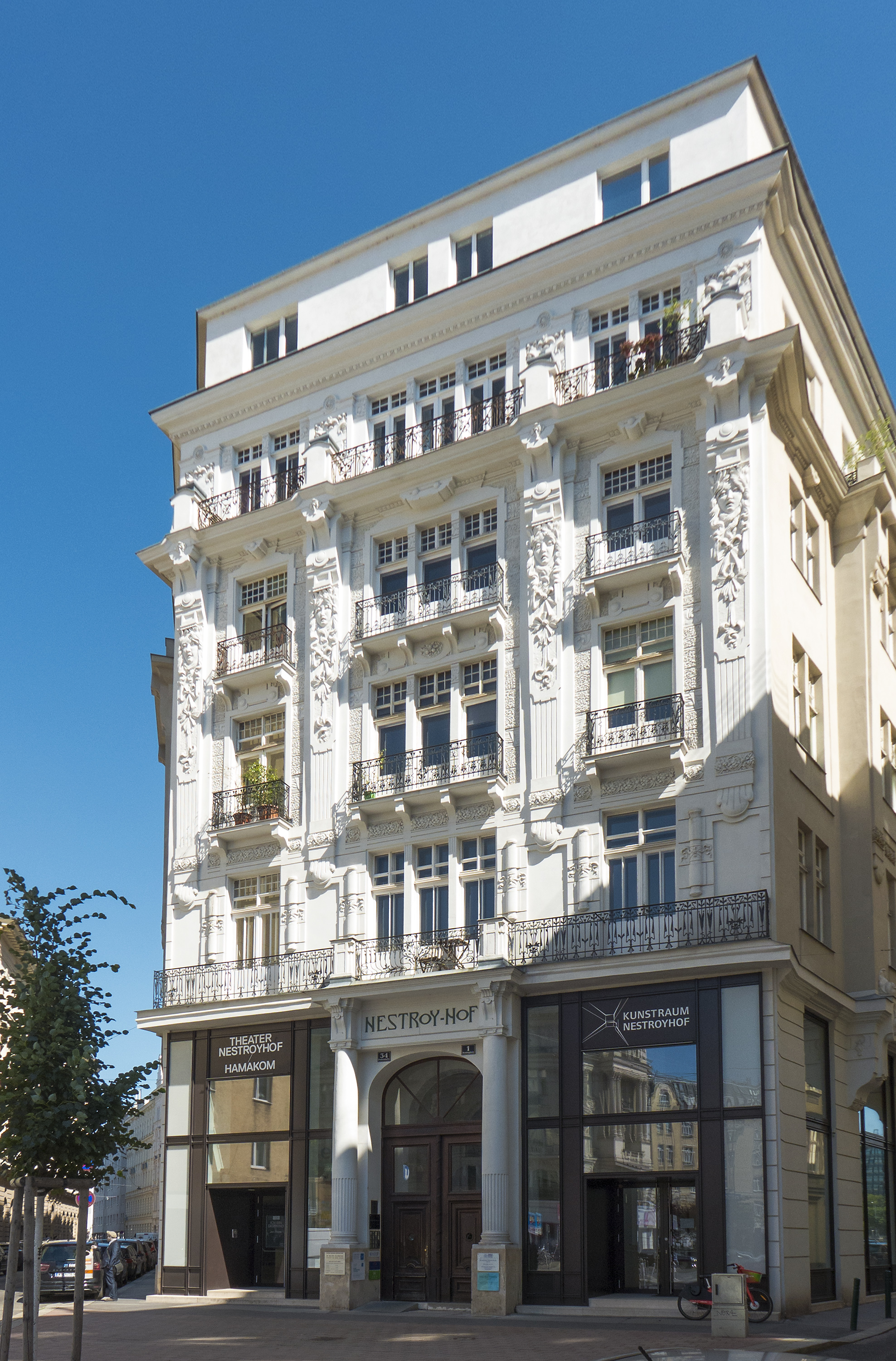
Nestroyhof von Oskar Marmorek

Der Nestroyhof ist ein 1898 nach Entwürfen von Oskar Marmorek errichtetes Jugendstil-Gebäude am Nestroyplatz im 2. Wiener Gemeindebezirk Leopoldstadt.

## Geschichte
Nachdem Oskar Marmorek 1897 die Malerin Nelly Schwarz geheiratet hatte, erbaute er 1898 den Nestroyhof für seinen Schwiegervater Julius Schwarz. Der Nestroyhof diente anfangs als Zentrum für jüdische Kultur (Marmorek war ein Wegbegleiter Theodor Herzls) und wurde multifunktional für Theater, Filmvorführungen, Büros, Geschäfte und Wohnungen benutzt.

## Nestroy-Säle
Im Etablissement Nestroy-Säle, das sich im unteren Teil des Hauses befand, 1899 eröffnet wurde und ein bekanntes Wiener Vergnügungsetablissements war, gab es ein Wirtshaus, eine Bierhalle, ein Restaurant in Form eines Wintergartens und im Keller die Tanzbar Sphinx sowie einen Theatersaal, das Intime Theater, wo unter anderem die Theatergruppe Trianon von Karl Kraus auftrat, die am 29. Mai 1905 in einer Privatvorführung Frank Wedekinds Die Büchse der Pandora mit Tilly Newes, Adele Sandrock, Albert Heine, Anton Edthofer, Egon Friedell und Wedekind selbst in der Rolle des Jack the Ripper zur österreichischen Erstaufführung brachte. Von 1904 bis 1918 leiteten Emil Richter-Roland und Oscar Friedmann das Intime Theater als literarische Kleinbühne, die österreichische Erstaufführungen von Maxim Gorki, August Strindberg oder Maurice Maeterlinck, und später auch französische Lustspiele unter Emils Gattin Josefine zur Aufführung brachte. Nach dem Bankrott des Etablissement Nestroy-Säle wurde das moderne Variététheater Folies Comiques eröffnet. Zum später gegründeten Theater Reklame wurden im Nebentrakt des Gebäudes ein Lichtspieltheater und im Keller die Tanzbar eingerichtet, die beide bis 1942 existierten.

## Jüdische Künstlerspiele
Von 1927 bis 1938 war des Nestroyhof die Heimat der Jüdischen Künstlerspiele. Unter der Leitung von Jakob Goldfließ präsentierten die Jüdischen Künstlerspiele Abende, die Zionismus, jüdische Identität und Antisemitismus thematisieren. Der Spielplan war breit gefächert, sowohl jiddische Revuen mit zionistischer Tendenz von Abisch Meisels als auch anspruchsvolle Dramen wie Arnold Zweigs Drama über eine antisemitische Ritualmordlegende „Die Sendung Semaels“ mit Leo Reuss in einer deutsch-jiddischen Inszenierung gelangten zur Aufführung. Außer ansässigen Schauspielern wie Mina Deutsch, Paula Dreiblatt, Dolly Nachbar und Benzion Sigall traten in den Künstlerspielen Gäste aus „Ost und West“ auf, besonders beliebt waren die Gastspiele der Siegler-Pastor Truppe aus Rumänien mit ihrem Star Sevilla Pastor. Ernste Theaterkunst boten Paul Baratoff in August Strindbergs „Der Vater“, auch Schauspieler wie Hans Moser traten dort auf.
Es gab Gastspiele berühmter jiddischer Theatertruppen aus Budapest, Warschau, Wilna (Wilnaer Truppe) und Galizien sowie das Moskauer Jüdische Staatstheater unter der Leitung von Alexander Granowski (1928), Maurice Schwartz und sein Jiddisches Kunsttheater aus den USA (1924 und 1936) und Aufführungen des berühmten Ensembles der Habima, das anlässlich einer Europatournee im Februar 1938 in Wien auftreten wollte. Wie schon zuvor 1926 und 1928 wollte das hebräische Ensemble an einem großen Wiener Theater spielen, wurde jedoch überall abgewiesen und musste mit den kleinen Jüdischen Künstlerspielen im Nestroyhof vorliebnehmen. Nach einigen Vorstellungen brach Habima ihr Gastspiel verfrüht ab und verließ Ende Februar 1938 Wien.
1938 wurde der Nestroyhof von der damaligen Besitzerin, Anna Stein, von den Nationalsozialisten übernommen, 1940 „arisiert“ und an die Industriellenfamilie Polsterer vergeben.

## Nachkriegszeit
Nach dem Zweiten Weltkrieg wurde im Gebäude zwischenzeitlich wieder das Nestroy Kino betrieben, das später zu einem Kaffeehaus umgebaut wurde. Ein Restitutionsverfahren im Jahr 1952 führte zu einem umstrittenen Ausgleich. Die Erben verzichteten auf Rückstellung, die Familie Polsterer zahlte einen Kostenbeitrag von 3500 Schilling. Eine Wiederherstellung des im Krieg beschädigten Hauses fand unter Einbeziehung staatlicher Förderungen 1956/57 statt. Die ursprünglich im ägyptischen Stil gebaute „Sphinx“-Bar im Keller ist bis heute nicht revitalisiert worden.
In den ebenerdigen Festsälen war bis in die sechziger Jahre die Tischlerei Bartosch untergebracht. Danach wurden die Räumlichkeiten von einem Supermarkt verwendet. Ab 1997 waren die Räumlichkeiten verlassen und für Besucher nicht zugänglich.

## Theater Nestroyhof Hamakom

Logo

2003 wurde eine Zwischendecke entfernt und dabei ein unversehrtes, zentrales Auditorium und eine Theaterbalkon-Ebene für mehr als 250 Personen entdeckt. Zwischen 2004 und 2007 fanden in unregelmäßigen Abständen kulturelle Veranstaltungen statt. Diese kulturelle Nutzung konnte mit einem Präkariatsrecht, das einer der Miteigentümer gegen die Interessen der Mehrheitseigentümer erwirkt hatte, ermöglicht werden. 2007 wurde das Stück Die verlassene Dido von Markus Kupferblum hier uraufgeführt und erhielt den Nestroy-Theaterpreis als Beste Off-Produktion des Jahres. 2007 wurde das Präkariatsrecht aufgrund größer werdender finanzieller Schwierigkeiten aufgegeben, eine kommerzielle Nutzung als Geschäftsfläche stand wieder im Raum.
Im Mai 2008 startete eine neue Initiative unter Einbeziehung des Minderheitseigentümers, die eine unbefristete kulturelle Nutzung der Theaterräume zum Ziel hatte. Die Gruppe Theater Nestroyhof Hamakom (ha Makom = hebräisch für „Der Ort“) unter der Leitung von Frederic Lion und Amira Bibawy erstellte ein Konzept zur Bespielung des Hauses und erreichte eine städtische Kultur-Förderung von 2009 bis 2013. Auch die Restaurierung des Theaters zählte zum Ziel der Gruppe, wofür die Stadt Wien einen Baukostenzuschuss gewährte. Die Renovierungsarbeiten im Inneren des Theaters leitete der Architekt Gregor Eichinger.
Nach Beendigung der Sanierungsarbeiten am Gebäude im Herbst 2009 ging das Theater Nestroyhof Hamakom vom provisorischen in den regulären Theaterbetrieb über. Es werden dort auch Ausstellungen und Lesungen abgehalten.

## Kunstraum Nestroyhof
Der Kunstraum Nestroyhof erstreckt sich über zwei Stockwerke und 250 Quadratmeter. Er wird von Christine Janicek als künstlerischer Leiterin geleitet. Im Juni 2016 wurde der Kunstraum neben dem Theater HaMakom der Kunstraum Nestroyhof mit der Ausstellung Real Fiktional eröffnet, in der Arbeiten der Objektkünstlerin Julie Hayward und des Malers Thomas Reinhold präsentiert wurden. Nach sechs Jahre und mehr als 30 Ausstellungen zeitgenössischer Kunst, zahlreiche Performances, einige Konzerte, Performances , Lesungen , Diskussionen, Symposien sowie eine Vielzahl an weiteren Veranstaltungen schloss der Kunstraum Nestroyhof Ende 2022 aus ökonomischen Gründen.